# 陈华 (1966年3月)
陈华（1966年—），汉族，中华人民共和国企业家、政治人物，广东省深圳市中协实业发展有限公司董事长，第十一届全国政协委员。
2008年，当选第十一届全国政协委员，代表经济界，分入第三十四组。